# Theodard van Utrecht
Theodard (Thiatbraht) was bisschop van Utrecht van ca. 784 tot ca. 790.
Men veronderstelt op grond van zijn naam dat Theodard, evenals zijn voorgangers Gregorius en Alberik, verwant was met het Karolingische huis. Er is van zijn bestuur niets bekend.
In Wenen bevindt zich een 6e-eeuws Livius-manuscript met in 8e-eeuws schrift de aantekening: iste codex est Theutberti episcopi de Dorestat (dit boek is van Theutbert, bisschop van Dorestad).